# King Cotton
King Cotton (« Roi Coton ») ou Cotton is king (« Le Coton est roi ») est une formule utilisée lors d'un discours devant le Sénat des États-Unis en 1858 par James Henry Hammond (1807-1864) planteur de coton de Caroline du Sud, qui a ensuite plaidé pour la sécession de la Caroline du Sud peu avant la guerre de Sécession.
Cette formule signifiait selon lui que la puissance des grands planteurs de coton du Sud des États-Unis leur permettrait de triompher du Nord et de continuer à dicter leur loi. Le Sud disposait de l'arme du coton pour se faire entendre des nouvelles puissances industrielles utilisant sa matière première. La diplomatie sudiste reposait sur la reconnaissance des États confédérés d'Amérique (la Confédération) par le Second Empire français et surtout le Royaume-Uni, à qui les États-Unis procuraient près des quatre cinquièmes de leur coton brut.  
Les usines de coton représentaient alors un capital de 43 millions de dollars au Nord des États-Unis, et de 2 millions seulement dans le Tennessee, l'Alabama, la Géorgie et la Caroline du Sud, les États planteurs, tandis que la production de textiles cotonniers du Nord pesait 288 000 sterling par an, soit la moitié de celles des Britanniques, et deux fois celle de la France, qui a pourtant 35 millions d'habitants contre 22 millions aux États-Unis.